# 左家镇
左家镇，是中华人民共和国吉林省吉林市昌邑区下辖的一个乡镇级行政单位。

## 行政区划
左家镇下辖以下地区：
左家社区、河湾子社区、前娘庙村、兴隆村、白庙子村、小土门村、于家村、王家岭村、梨树村、万昌店村、富山村、柳树村、洪家村、迎风村、大官地村、黄花甸子村、前鸭河村、塘坊沟村、石家岭村、河湾子村、马虎头村、马场村和小塘村。

## 交通
- 长图铁路：左家站